# Flame and the Flesh
Flame and the Flesh is een Amerikaanse dramafilm uit 1954 onder regie van Richard Brooks. Destijds werd de film in Nederland uitgebracht onder de titel Meisjes zonder moraal.

## Verhaal
Wanneer de Amerikaanse reizigster Madeline aankomt in Napels, maakt de jonge muzikant Ciccio haar dadelijk het hof. Zij is zelf geïnteresseerd in diens vriend Nino, die zanger is in plaatselijke nachtclubs. Zo loopt de vriendschap tussen de beide mannen op de klippen.

## Rolverdeling
| Acteur            | Personage                  |
| ----------------- | -------------------------- |
| Lana Turner       | Madeline                   |
| Pier Angeli       | Lisa                       |
| Carlos Thompson   | Nino                       |
| Bonar Colleano    | Ciccio                     |
| Charles Goldner   | Mondari                    |
| Peter Illing      | Peppe                      |
| Rosalie Crutchley | Francesca                  |
| Marne Maitland    | Filiberto                  |
| Eric Pohlmann     | Eigenaar van de jachthaven |
| Catherina Ferraz  | Kleermaakster              |
| Alex Gallier      | Rokkenjager                |